# 拟鼻花马先蒿
拟鼻花马先蒿（学名：Pedicularis rhinanthoides）是列当科马先蒿属的植物。分布在喜马拉雅、土耳其以及中国大陆的新疆等地，生长于海拔3,000米至5,000米的地区，一般生于多水纹和潮湿草甸中，目前尚未由人工引种栽培。

## 异名
- Pedicularis rhinanthoides Schrenk ssp. labellata (Jacq.) Tsoong
- Pedicularis rhinanthoides Schrenk ssp. tibetica (Bonati) Tsoong